# San Miguel de Valero
San Miguel de Valero település Spanyolországban, Salamanca tartományban. San Miguel de Valero Navarredonda de la Rinconada, Escurial de la Sierra, Linares de Riofrío, El Tornadizo, San Esteban de la Sierra, Valero és La Bastida községekkel határos. Lakosainak száma 303 fő (2024).

## Népesség
A település népessége az elmúlt években az alábbi módon változott:
| Lakosok száma | 431  | 394  | 372  | 383  | 379  | 366  | 334  | 334  | 332  | 303  |
|               | 2001 | 2004 | 2007 | 2009 | 2012 | 2014 | 2017 | 2019 | 2022 | 2024 |